# Monte Buey
Monte Buey é um município da província de Córdova, na Argentina.